# Alex Pullin
Alex Pullin (Mansfield, 20 de septiembre de 1987-Gold Coast, 8 de julio de 2020) fue un deportista australiano que compitió en snowboard, especialista en la prueba de campo a través.
Ganó tres medallas en el Campeonato Mundial de Snowboard entre los años 2011 y 2017. Adicionalmente, consiguió una medalla de plata en los X Games de Invierno.
Participó en tres Juegos Olímpicos de Invierno, entre los años 2010 y 2018, ocupando el sexto lugar en Pyeongchang 2018, en el campo a través.
Fue el abanderado de su país en los Juegos Olímpicos de Sochi 2014. Falleció a los 32 años a causa de un accidente mientras practicaba pesca submarina en una playa de Gold Coast.

## Medallero internacional
| Campeonato Mundial | Campeonato Mundial              | Campeonato Mundial | Campeonato Mundial |
| Año                | Lugar                           | Medalla            | Prueba             |
| ------------------ | ------------------------------- | ------------------ | ------------------ |
| 2011               | La Molina (España)              | Medalla de oro     | Campo a través     |
| 2013               | Stoneham-et-Tewkesbury (Canadá) | Medalla de oro     | Campo a través     |
| 2017               | Sierra Nevada (España)          | Medalla de bronce  | Campo a través     |

| X Games de Invierno | X Games de Invierno    | X Games de Invierno | X Games de Invierno |
| Año                 | Lugar                  | Medalla             | Prueba              |
| ------------------- | ---------------------- | ------------------- | ------------------- |
| 2016                | Aspen (Estados Unidos) | Medalla de plata    | Campo a través      |